# Bergsmurmeldjur
Bergsmurmeldjur (Marmota baibacina) är en däggdjursart som beskrevs av Nikolaj Feofanovitj Kasjtjenko 1899. Bergsmurmeldjuret ingår i släktet murmeldjur och familjen ekorrar. IUCN kategoriserar arten globalt som livskraftig.

## Beskrivning
Ett mycket stort murmeldjur med en kroppslängd mellan 59 och 80,5 cm, inklusive en svans på mellan 13 och 15 cm, och en vikt från 4,25 till 6,5 kg. Kroppen är kraftig med korta, stadiga ben och små, pälsklädda öron. Pälsen i ansiktet, på huvudets sidor och i nacken är ljust gråbrun medan hjässa och rygg är mörkare, gråaktigt sandfärgad med svarta spetsar. Den korta svansen har samma färg som ryggen med undantag för den mörkbruna svansspetsen. Buken är rödaktig.

## Underarter
Catalogue of Life listar 2 underarter:
- Marmota (Marmota) baibacina baibacina Kastschenko, 1899
- Marmota (Marmota) baibacina centralis (Thomas, 1909)

## Ekologi
Bergsmurmeldjuret finns på högstäpper, alpina ängar, taiga och tundra upp till 4 000 m. Den lever i kolonier på mellan 6 och 20 individer, med många underjordiska bon. Sommarvistena är vanligtvis mindre och grundare än vintervistena; de förra innehåller vanligen 2 till 3 individer, de senare upp till 10. Vinterdvalan är lång; den börjar vanligen i augusti till oktober, och kan vara så länge som 7 till 8 månader.
Livslängden för denna art är inte känd, men vildlevande murmeldjur brukar bli mellan 12 och 14 år, med en högsta ålder på ungefär 18 år.

### Fortplantning
Bergsmurmeldjuret leker en gång per år, mellan maj och juni. Honan är dräktig i 40 dagar, och föder mellan 2 och 6 ungar. Dessa dias i omkring en månad. Båda könen blir könsmogna vid 3 års ålder.

### Föda och predation
Födan utgörs främst av växter, även om animalisk föda kan förekomma. Under våren lever arten främst på ismalört (Artemisia frigida), under tidig sommar på olika gräs, och under sensommaren på örter. Det förekommer även att den äter bark och lavar. Av djur kan den ta smådäggdjur, groddjur och reptiler.
Arten tjänar till föda åt stora rovfåglar, vargar, rävar, stäppillrar, pallaskatter, snöleoparder, brunbjörnar och ormar.

## Utbredning
Den förekommer i Xinjiang i Kina, sydöstra Kazakstan, Kirgizistan, Mongoliet, och i Altajbergen och Tian Shan-bergen i sydöstra Sibirien i Ryssland. I de mongoliska Altajbergen överlappar dess spridning med Marmota sibirica.